# Straßenradsport-Weltmeisterschaften 1991
Die Straßenradsport-Weltmeisterschaften 1991 fanden am 21., 24. und 25. August in Stuttgart statt. Diese Straßen-WM war die siebte, die in Deutschland ausgetragen wurde. 53 Nationen – so viele wie nie zuvor – waren am Start, darunter zum ersten Mal auch wieder eine gesamtdeutsche Mannschaft.
Das Rennen der Profis gewann der Italiener Gianni Bugno aus ihrem Spurt an der Spitze heraus. Er wurde am Ziel von mehreren Tausend italienischen Schlachtenbummlern bejubelt. Bester Deutscher war Kai Hundertmarck auf Platz 5. Von 191 Startern kamen nur 96 ins Ziel, unter denen, die aufgegeben hatten, befanden sich Udo Bölts, Olaf Ludwig und Uwe Raab.
Weltmeister bei den Amateuren wurde der Ukrainer Wiktor Rschaksynskyj, der damit der letzte sowjetische Weltmeister war, denn drei Tage nach seinem Sieg in Stuttgart erklärte sich sein Heimatland – wie viele andere ehemalige Sowjetrepubliken – selbständig. Weltmeisterin bei den Frauen wurde die Niederländerin Leontien Zijlaard-van Moorsel, die für dieses Rennen auf einen Start im Mannschaftsrennen verzichtet hatte.

## Resultate

### Frauen

#### Straßeneinzelrennen über 79 km (5 Runden à 15,8 km)
| Platz | Athlet                        | Land | Zeit                    |
| ----- | ----------------------------- | ---- | ----------------------- |
| 1     | Leontien Zijlaard-van Moorsel | NED  | 2:09:47 h (36,552 km/h) |
| 2     | Inga Thompson                 | USA  | + 1:54 min              |
| 3     | Alison Sydor                  | CAN  | + 2:46 min              |

#### Mannschaftszeitfahren über 49,550 km
| Platz | Land | Athletinnen                                                          | Zeit                    |
| ----- | ---- | -------------------------------------------------------------------- | ----------------------- |
| 1     | FRA  | Marion Clignet/Nathalie Gendron/ Cecile Odin/Catherine Marsal        | 1:02:14 h (48,952 km/h) |
| 2     | NED  | Monique de Bruin/Monique Knol/ Astrid Schop/Cora Westlandt           | + 0:27 min              |
| 3     | URS  | Nina Grinina/Nadeschda Kibardina/ Walentina Polchanowa/Aiga Zagorska | + 0:37 min              |

### Männer (Profis)

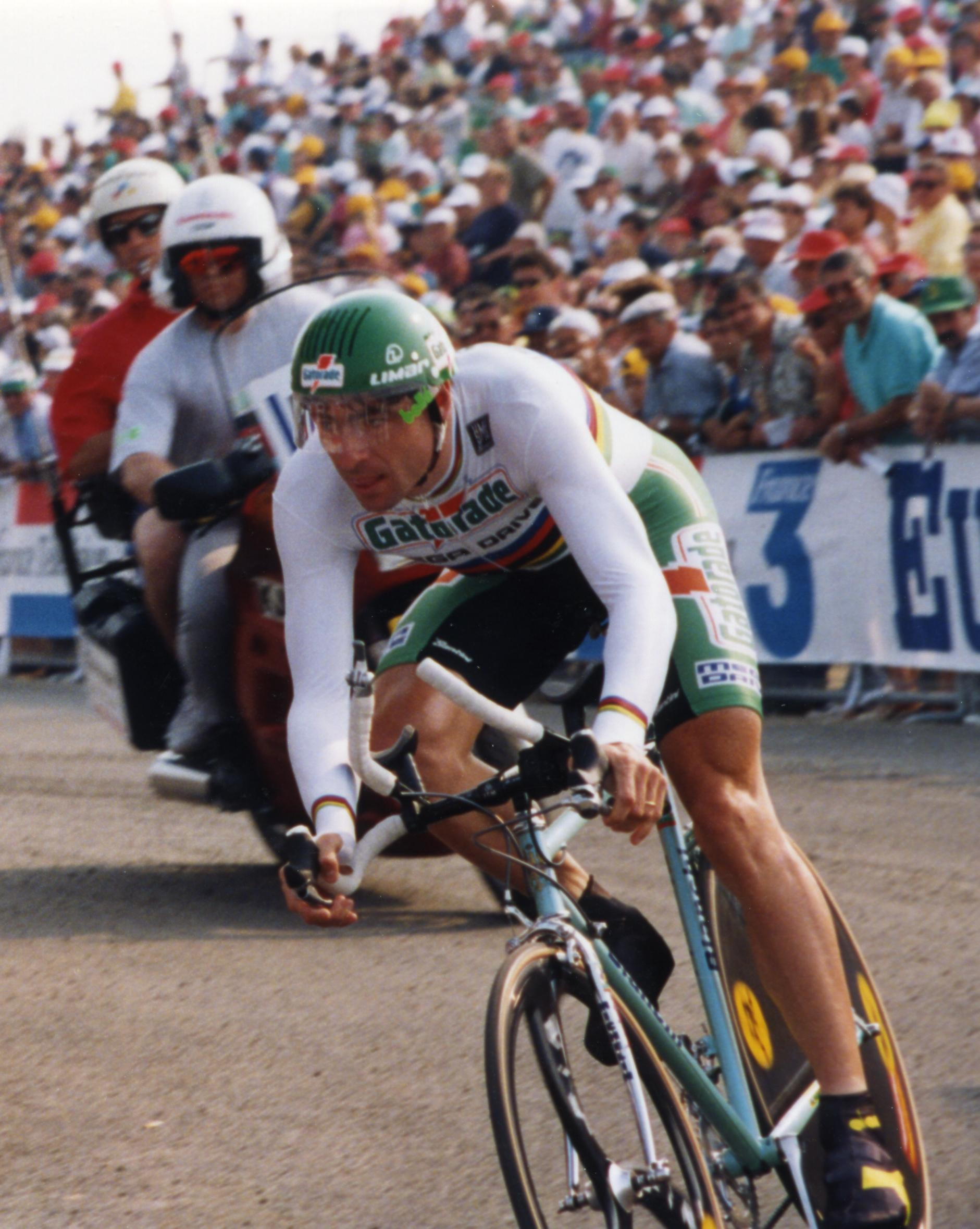
Gianni Bugno wurde Profi-Weltmeister in Stuttgart

#### Straßeneinzelrennen über 252,8 km (16 Runden à 15,8 km)
| Platz | Athlet          | Land | Zeit                    |
| ----- | --------------- | ---- | ----------------------- |
| 1     | Gianni Bugno    | ITA  | 6:20:04 h (39,875 km/h) |
| 2     | Steven Rooks    | NED  | gleiche Zeit            |
| 3     | Miguel Indurain | ESP  | gleiche Zeit            |

### Männer (Amateure)

#### Straßeneinzelrennen über 173,8 km
| Platz | Athlet               | Land | Zeit      |
| ----- | -------------------- | ---- | --------- |
| 1     | Wiktor Rschaksynskyj | URS  | 4:28:04 h |
| 2     | Davide Rebellin      | ITA  |           |
| 3     | Beat Zberg           | CHE  |           |

#### Mannschaftszeitfahren über 99,1 km
| Platz | Land | Athleten                                                      | Zeit                      |
| ----- | ---- | ------------------------------------------------------------- | ------------------------- |
| 1     | ITA  | Flavio Anastasia/Luca Colombo/ Gianfranco Contri/Andrea Peron | 1:54:48,5 h (49,161 km/h) |
| 2     | GER  | Uwe Berndt/Bernd Dittert/ Uwe Peschel/Michael Rich            | + 2:33 min                |
| 3     | NOR  | Stig Kristiansen/Johnny Sæther/ Roar Skaane/Bjørn Stenersen   | + 2:51 min                |